# زهانج شواي
زهانج شواي (بالصينية: 张帅) (15 يناير 1993 بكايفنغ في الصين - ) هو لاعب كرة قدم صيني في مركز الهجوم. لعب مع نادي هينان جيانيي.

## روابط خارجية
- زهانج شواي على موقع Soccerway.com (الإنجليزية)